# 분석심리학에대한 두편의 에세이
분석 심리학에 대한 두 편의 에세이(Two Essays on Analytical Psychology)는 미국 프린스턴 대학 출판부 및 영국 라우틀리지(Routledge & Kegan Paul) 출판사에서 출판된 칼 융(C. G. Jung)의 저서이자 그의 저작물모음집(또는 칼융의 작품집,The Collected Works of C. G. Jung)제7권(Collected Works V7,CW7)으로 불린다. 여기에는 "무의식의 심리학에 대하여"(On the Psychology of the Unconscious)와 "에고와 무의식의 관계"(The Relations between the Ego and the Unconscious)라는 저술이 포함되어 있으며 CW7에서는 각각
챕터I과 챕터II로 실려 있다. 여기서 융은 심리학에 대한 자신의 견해의 핵심을 제시했다. 역사적으로 그 작품들은 융이 프로이트와 밀접한 관계를 맺고 있는 종말을 고하고 프로이트와 알프레드 아들러의 작품을 포괄적인 틀에 통합하려는 그의 시도를 보여준다. 부록에는 "심리학에서의 새로운 길"(1912년)과 "의식의 구조"(1916년)의 원판이 포함되어 있으며, (칼 융 사후 둘 다 발견된) 그의 사고의 발전을 후기 판에서 보여 주고있다.

## 같이 보기
- 헬튼 고드윈 베인즈
- 콘스탄스 엘렌 롱